# Kraal

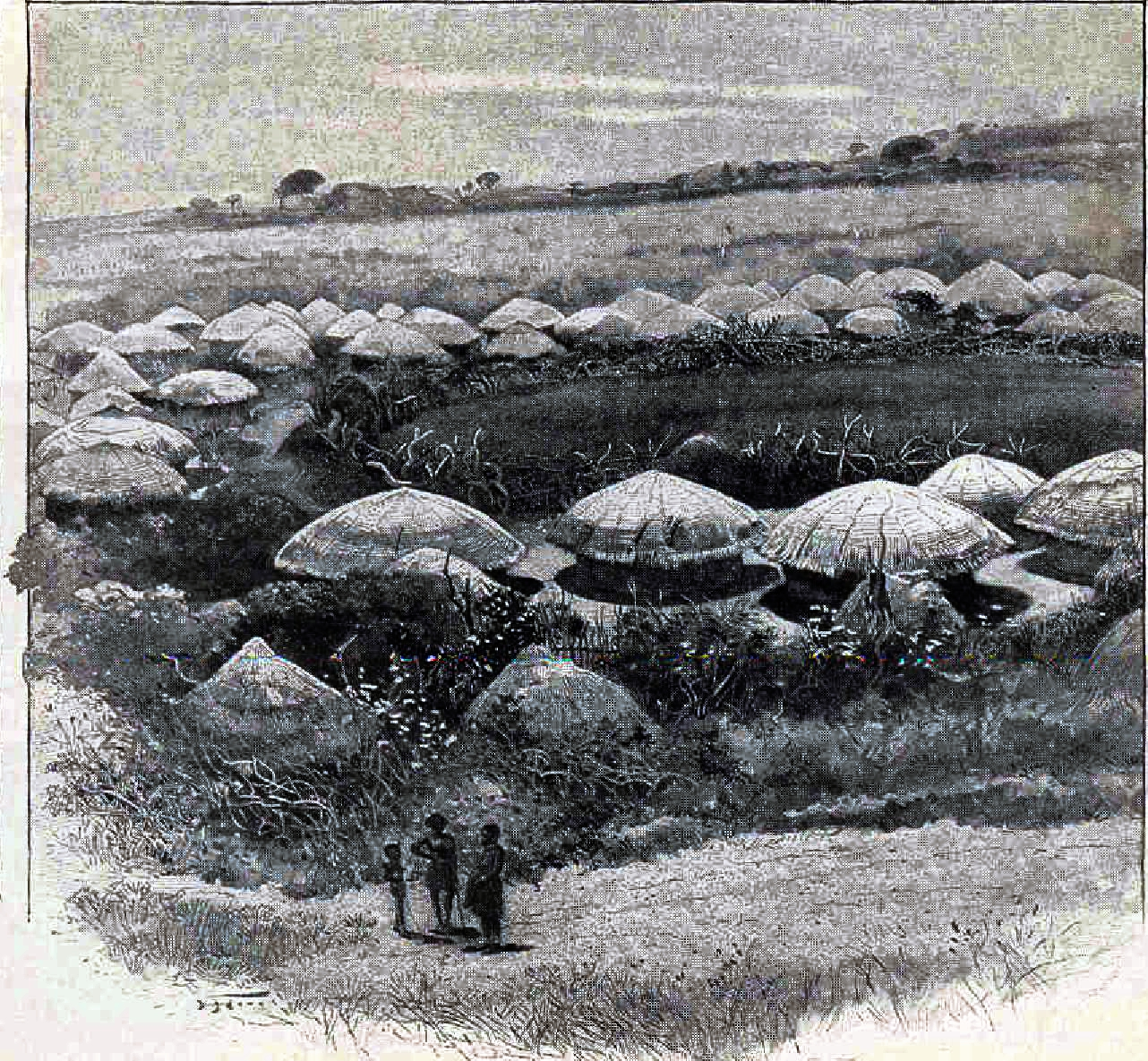
Un'illustrazione di un kraal vicino a Bulawayo nel XIX secolo.

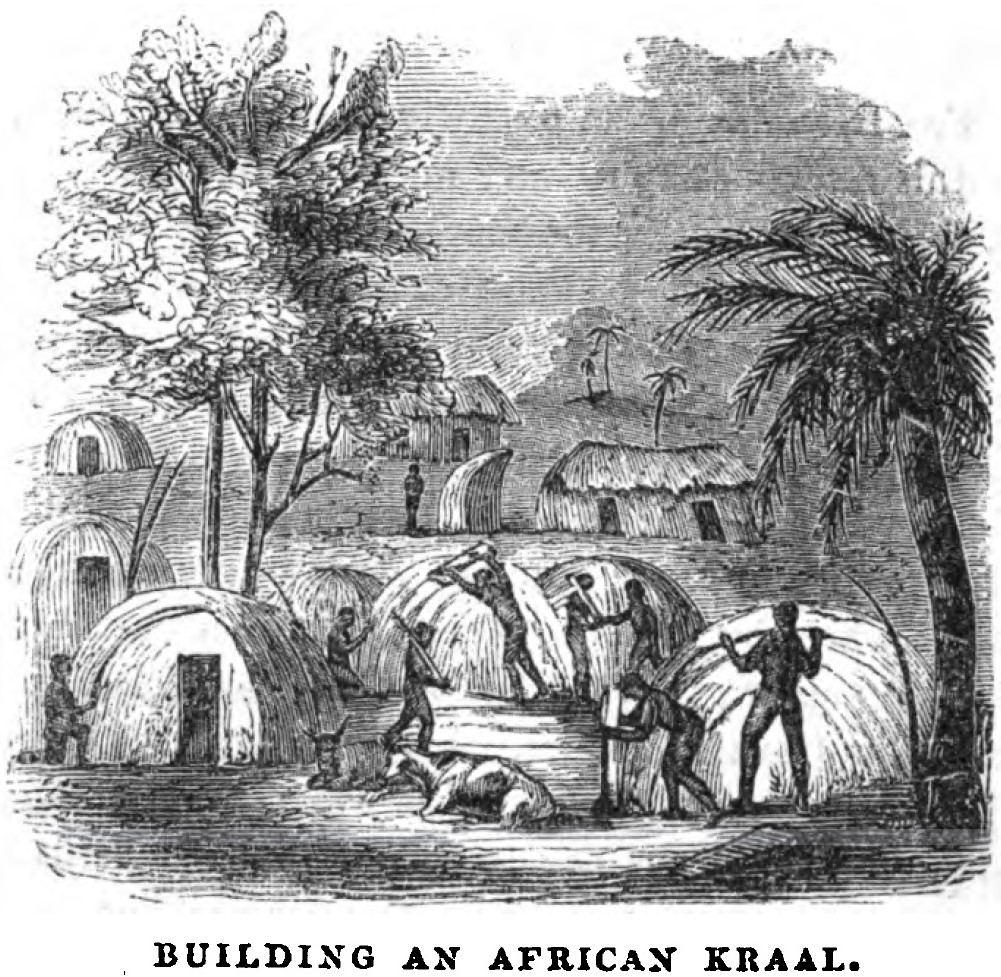
Costruzione di un kraal africano (luglio 1853, X, p.78)

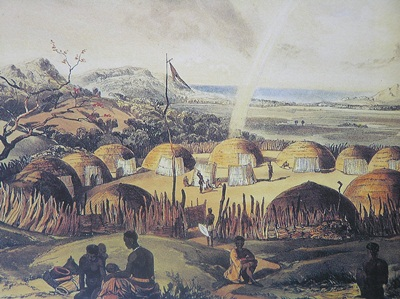
Kraal Zulu vicino a Umlazi, Natal

Il kraal o craal, parola afrikaans, impiegata anche nell'inglese sudafricano, che è dal portoghese corral («recinto»), è un recinto per il bestiame situato all'interno di un insediamento africano o villaggio, circondato da una palizzata, muro di fango, o di recinzioni di altro tipo, approssimativamente di forma circolare.
Con lo stesso termine si intende anche un tipo di villaggio di alcune popolazioni del Sudafrica, formato da un capanne disposte attorno allo stesso recinto per il bestiame, in maniera circolare.

## IlKraaldi alcuni popoli dell’Africa centrale e meridionale[5]
Il Kraal è un insediamento di forma circolare tipico delle culture pastorali dell’Africa centro-meridionale ad economia domestica, è caratterizzato al centro dal recinto per il bestiame e all'esterno dalle abitazioni.
Questo tipo di insediamento presenta delle somiglianze di impianto e di architettura tra i Tsonga del Mozambico, i Masai della Tanzania e gli Zulu del Sudafrica.
Il Kraal dei Tsonga ha un impianto circolare e contiene una famiglia estesa, in cui l’individuo più anziano e caratterizzato da grande prestigio sociale viene riconosciuto come capo dall'intera comunità. Lo steccato di recinzione è dotato di un’apertura principale e altre secondarie; nel centro è presente il recinto circolare per il bestiame, suddiviso per specie, attorno al recinto vengono disposte le capanne cilindriche con tetto conico dei singoli gruppi familiari.
Il capo ha nella posizione opposta all'ingresso principale le capanne delle proprie mogli e una costruzione per il ricevimento degli ospiti. Ogni villaggio è caratterizzato da un forte legame con il territorio, tramite un albero, situato al centro del villaggio, che assume una funzione sacra per l’intera comunità, la quale gli offre periodici sacrifici, l’elaborazione di questo villaggio sedentario può avvenire solo tramite disboscamento.
Il Kraal dei Masai è una struttura semiprovvisoria, che viene elaborata e abbandonata durante le migrazioni stagionali per la ricerca di territori fertili, necessari per il pascolo degli armenti.
Il recinto è diviso in settori per le diverse specie, attorno ad esso è presente un riparo concentrico di rami e arbusti, con due ingressi diametrali; le piccole capanne sono costruite tramite rami e sono coperte di sterco, argilla e materiale vegetale e hanno un ingresso a spirale.
La costruzione del Kraal è affidata esclusivamente alle donne, che sono proprietarie delle loro capanne familiari; gli uomini dai sedici ai trenta anni vivono separati dal gruppo in accampamenti, caratterizzati dall'assenza di una cinta difensiva, hanno una funzione militare, ovvero di protezione del territorio.
Il Kraal degli Zulu concepisce uno stile di vita caratterizzato dal nomadismo, le abitazioni sono trasportabili e sono prevalentemente capanne a cupola, denominate indlu. Questo tipo di insediamento ha una difesa circolare con un solo ingresso, un anello di abitazioni e un recinto circolare per il bestiame nel centro.
L’accampamento è caratterizzato dalla stessa disposizione dell’ordine di battaglia degli Zulu, l’impi, quest’ultimo era formato da guerrieri, disposti in semicerchio con la concavità rivolta verso il nemico in modo da facilitare l’accerchiamento dell’avversario. Questo tipo di Kraal è caratterizzato da un recinto centrale di un miglio di diametro, questo spazio è solitamente riservato alle vacche del re e viene denominato isiBaya; il bestiame viene tenuto in recinti più piccoli, lungo la parete dell’isyBaya, in modo da poter essere sorvegliato con più facilità.
L’ampio recinto centrale è usato dal re per indicare alle truppe i movimenti da attuare durante le azioni belliche, inoltre questo è il luogo in cui il re si mostra in consiglio; intorno all'isiBaya vengono posizionate le capanne dei guerrieri e delle loro famiglie in quattro o cinque file concentriche, di conseguenza il Kraal sembra assumere l’identità di insediamento, caratterizzato da molte migliaia di abitanti.
Nel punto più alto del Kraal sono presenti le capanne costruite esclusivamente per il re, le quali sono circondate da capanne contenenti le sue donne, questa sezione è delimitata da recinti alti e robusti e le porte sono sorvegliate da sentinelle.
La sezione dell’accampamento comune è composta da due parti distinte, una è l’ekunene (parte della mano destra), in cui sono disposte le capanne alla destra dell’ingresso fino a includere la iNdlumku (grande capanna del re), situata nella sezione più alta del Kraal; l’altra è l’iKholo (parte della mano sinistra), la quale forma la parte sinistra del cerchio.

## Scautismo
Nello scautismo, in particolare in quello francese, viene così chiamato lo spazio attrezzato nel quale soggiorna il caporeparto durante il campo estivo.
(Michel Menu, Arte e tecnica del capo)